# تسع ملكات
تسع ملكات (بالإسبانية: Nueve reinas)‏ هو فيلم درامي للجريمة الأرجنتينية صدر عام 2000 من تأليف وإخراج فابيان بيلينسكي وبطولة ريكاردو دارين، وغاستون بولس، ليتيسيا بريديس، وتوماس فونزي، وأليخاندرو عوادا.
تركز القصة على نصابين ويجتمعان ويقرران التعاون في عملية احتيال كبرى. تم ترشيح الفيلم لـ28 جائزة وفاز بـ21 منهم، ويعتبر الفيلم الآن كلاسيكيًا في تاريخ السينما الأرجنتينية.

## القصة
يفتتح الفيلم في متجر في الصباح الباكر. خوان (غاستون بولس)، فنان خادع، يحتال بنجاح على المحاسبة في المتجر، وبعدها يحاول مرة أخرى لاحقة الاحتيال بنفس الطريقة على المحاسبة التالية. ماركوس (ريكاردو دارين)، الذي كان يراقبه، يخطو في التظاهر بأنه ضابط شرطة ويأخذ خوان. بمجرد أن يصلوا بعيداً بما فيه الكفاية عن المتجر، يخبر ماركوس خوان أنه ليس شرطيًا في الحقيقة بل زميل له. ويطلب خوان من ماركوس أن يُعلمه الاحتيال، لأن والده، وهو أيضًا رجل محتال، في السجن ويحتاج إلى جمع الأموال بسرعة لرشوة قاض لتخفيف عقوبة والده من 10 سنوات إلى 6 أشهر.
بعد ذلك، يندرج في مخططهم أثناء ذلك اليوم ظهور شخص يُدعى ساندلر (أوسكار نونيز)، وهو شريك تجاري سابق لماركوس، يحتاج إلى مساعدته لبيع نسخ مزيفة صنعها من بعض الطوابع النادرة التي تحمل اسم «تسع ملكات». العلامة المحتملة هي غاندولفو (إغناسي آبادال)، وهو إسباني غني يواجه الترحيل ويائس لتهريب ثروته إلى خارج البلاد. ليس لدى غاندولفو الوقت الكافي للتحقق مما إذا كانت الطوابع أصلية لكنه يعين خبيرًا (ليو دايزن) لإجراء فحص سريع وهو راضٍ. يقدم 450,000 دولار للطوابع، مع الموافقة على إجراء تبادل في ذلك المساء. في الفترة الفاصلة، يطلب خبير الطوابع من خوان وماركوس نصيبه من النقود، لأنه كان يعلم أن الطوابع مزورة بالفعل. ثم تُسرق الطوابع المزيفة من أيدي خوان وماركوس على أيدي لصوص على دراجات نارية، والذين لا يدركون قيمتها، ثم يرمونها في النهر.
لإنقاذ الخطة، يقترب ماركوس من أخت أرملة ساندر بيرتا (إلسا بيرينجر)، صاحبة الطوابع الحقيقية، التي توافق على بيعها مقابل 250,000 دولار. يمكن لماركوس طرح 200,000 دولار ويطلب من خوان المساهمة بمبلغ 50,000 دولار المتبقية. يعبر خوان عن شكوكه بأنه مخدوع لأن ماركوس يبدو أنه يحتاج بالضبط إلى المبلغ الذي أنقذه خوان؛ ولكن بما أن مبلغ 50,000 دولار ليس كافيًا لمساعدة والده، فإن خوان يوافق على المضي. يشترون الطوابع الحقيقية ويذهبون إلى فندق جاندولفو، لكنه يقول إنه غير رأيه وسيشتري الآن الطوابع فقط إذا استطاع النوم مع شقيقة ماركوس فاليريا (ليتيسيا بريديس)، وهي موظفة في الفندق. وافقت فاليريا بشرط أن يعترف ماركوس لأخيه الصغير فيديريكو (توماس فونزي) كيف أخرجه ماركوس من ميراث عائلته في إيطاليا. غاندولفو يدفع عن الطوابع مع شيك مصدق. ومع ذلك، تعطل البنك في صباح اليوم التالي، مما يجعل الشيك لا قيمة له.
يبدو أن خوان وماركوس مدمران. في المشهد الأخير، يذهب خوان إلى أحد المستودعات، حيث محل لصوص الدراجات النارية، وغاندولفو، وساندلر، وأخته بيرتا، وفاليريا خطيبة خوان - ويتم الكشف عن أن الخداع الحقيقي كان يتمثل في خداع ماركوس لأخذ 200,000 دولار كثأر طوال الوقت الذي كان فيه خدع عائلته وشركائه.

## الخلفية
تحاول الشخصية الرئيسية في الفيلم أن تتذكر نغمة أغنية لـريتا بافوني. الأغنية هي، "Il Ballo Del Mattone"، يتم تشغيلها مع نهاية الفيلم.

### التوزيع
تم افتتاح الفيلم على نطاق واسع في الأرجنتين في 31 أغسطس 2000. تم عرض الفيلم في العديد من مهرجانات الأفلام، بما في ذلك: مهرجان تيلورايد السينمائي في الولايات المتحدة؛ ومهرجان تورونتو السينمائي الدولي في كندا؛ وميديلين دي بيليكولا في كولومبيا؛ ومهرجان بورتلاند السينمائي الدولي في الولايات المتحدة الأمريكية؛ ومهرجان كونياك للشرطة السينمائية في فرنسا؛ وميونيخ فانتاسي فيلمفيست في ألمانيا؛ والمهرجان الدولي السينمائي النرويجي؛ وآخرين.
في الولايات المتحدة، تم افتتاحه على أساس محدود في 19 أبريل 2002.

### طبعة جديدة
تم إعادة فكرة الفيلم في فيلم 2004 إجرامي. كما تم استخدامه كأساس لثلاثة أفلام هندية: في بوليوود سيد خدعة! (2005)، والفيلم المالايالامي غولومال (2009) والفيلم التيلوجوي أتمنى لك كل خير (2012).

## وصلات خارجية
- تسع ملكات على موقع IMDb (الإنجليزية)
- تسع ملكات على موقع ميتاكريتيك (الإنجليزية)
- تسع ملكات على موقع روتن توميتوز (الإنجليزية)
- تسع ملكات على موقع نتفليكس (الإنجليزية)
- تسع ملكات على موقع ألو سيني (الفرنسية)
- تسع ملكات على موقع Turner Classic Movies (الإنجليزية)
- تسع ملكات على موقع أول موفي (الإنجليزية)
- تسع ملكات على موقع بوكس أوفيس موجو (الإنجليزية)
- تسع ملكات على موقع فيلمافينيتي (الإسبانية)
- تسع ملكات على موقع قاعدة بيانات الأفلام السويدية (السويدية)